# São Paulo-Guarulhos nemzetközi repülőtér
A São Paulo-Guarulhos nemzetközi repülőtér egy nemzetközi repülőtér (IATA: GRU, ICAO: SBGR) Brazíliában, São Paulo közelében. Éves utasforgalma 42 831 981 fő (2018).

## Közlekedés
A jövőben a tervek szerint a repülőteret érinteni fogja a Rio de Janeiro – São Paulo nagysebességű vasútvonal.

## Kifutópályák
A repülőtér futópályái:
- 9L/27R (3700 m, 45 m, aszfalt)
- 9R/27L (3000 m, 45 m, aszfalt)

## Forgalom
Az utasforgalom az elmúlt években az alábbi módon változott:
| Utasok száma | 12 261 506 | 10 673 883 | 13 771 186 | 17 959 559 | 26 646 654 | 32 502 770 | 38 303 970 | 38 008 955 | 20 244 156 | 34 393 588 |
|              | 2000       | 2002       | 2005       | 2007       | 2010       | 2012       | 2015       | 2017       | 2020       | 2022       |

## Légitársaságok és úticélok
2023-ban a São Paulo-Guarulhos nemzetközi repülőtérről az alábbi járatok indulnak:

### Személy
| Légitársaság                  | Célállomások |
| ----------------------------- | --- |
| Aerolíneas Argentinas         | Buenos Aires–Aeroparque, Mendoza, Salta, Tucumán Szezonális: Buenos Aires–Ezeiza, Córdoba (AR), El Calafate, San Carlos de Bariloche, San Martin de los Andes, Ushuaia |
| Aeroméxico                    | Mexico City |
| Air Canada                    | Buenos Aires–Ezeiza, Montréal–Trudeau, Toronto–Pearson |
| Air Europa                    | Madrid |
| Air France                    | Párizs-Charles de Gaulle repülőtér |
| American Airlines             | Dallas/Fort Worth, Miami, New York–JFK |
| Andes Líneas Aéreas           | Szezonális charter: Buenos Aires–Ezeiza, Rosario, San Carlos de Bariloche |
| Arajet                        | Santo Domingo–Las Américas |
| Avianca                       | Bogotá |
| Azul Brazilian Airlines       | Belo Horizonte–Confins, Cuiabá, Curitiba, Porto Alegre, Punta del Este, Recife, Rio de Janeiro–Santos Dumont |
| Boliviana de Aviación         | Santa Cruz de la Sierra–Viru Viru Szezonális: Cochabamba |
| British Airways               | London–Heathrow |
| Copa Airlines                 | Panama City–Tocumen |
| Delta Air Lines               | Atlanta, New York–JFK |
| EgyptAir                      | Szezonális charter: Kairó |
| Emirates                      | Dubai–International |
| Ethiopian Airlines            | Addisz Abeba, Buenos Aires–Ezeiza |
| Flybondi                      | Buenos Aires–Ezeiza |
| Gol Transportes Aéreos        | Aracaju, Asunción, Belém, Belo Horizonte–Confins, Brasília, Buenos Aires–Aeroparque, Buenos Aires–Ezeiza, Campina Grande, Campo Grande, Cascavel, Caxias do Sul, Chapecó, Cuiabá, Curitiba, Florianópolis, Fortaleza, Foz do Iguaçu, Goiânia, Ilhéus, João Pessoa, Juazeiro do Norte, Londrina, Maceió, Manaus, Maringá, Mendoza, Montes Claros, Montevideo, Natal, Navegantes, Palmas, Passo Fundo, Pelotas, Petrolina, Porto Alegre, Porto Seguro, Presidente Prudente, Punta Cana, Recife, Rio de Janeiro–Galeão, Rio de Janeiro–Santos Dumont, Rosario, Salvador da Bahia, Santa Cruz de la Sierra–Viru Viru, Santo Ângelo, São Luís, Sinop, Teresina, Uberlândia, Vitória, Vitória da Conquista Szezonális: Córdoba (AR), Jericoacoara |
| Iberia                        | Madrid |
| ITA Airways                   | Róma–Fiumicino |
| JetSmart Chile                | Santiago de Chile |
| KLM                           | Amszterdam |
| LATAM Brasil                  | Aracaju, Barcelona, Belém, Belo Horizonte–Confins, Bogotá, Boston, Brasília, Buenos Aires–Aeroparque, Buenos Aires–Ezeiza, Campo Grande, Cancún, Cascavel, Caxias do Sul, Chapecó, Cuiabá, Curitiba, Florianópolis, Fortaleza, Foz do Iguaçu, Frankfurt, Goiânia, Ilhéus, Imperatriz, Jaguaruna, Jericoacoara, João Pessoa, Johannesburg–O. R. Tambo, Joinville, Juazeiro do Norte, Juiz de Fora (vége 2023 október 28-tól), Lima, Lisszabon, London–Heathrow, Londrina, Los Angeles, Maceió, Madrid, Manaus, Maringá, Mendoza, Mexico City, Miami, Milánó–Malpensa, Montes Claros, Montevideo, Natal, Navegantes, New York–JFK, Orlando, Palmas, Passo Fundo, Petrolina, Porto Alegre, Porto Seguro, Porto Velho, Presidente Prudente (vége 2023 október 28-tól),[forrás?] Recife, Ribeirão Preto (vége 2023 október 27-től),[forrás?] Rio Branco, Rio de Janeiro–Galeão, Rio de Janeiro–Santos Dumont (vége 2024 január 1-től),[forrás?] Róma–Fiumicino, Salvador da Bahia, Santiago de Chile, São José do Rio Preto, São Luís, Sinop (2023 november 2-től), Teresina, Uberlândia, Vitória, Vitória da Conquista Szezonális: Caldas Novas Szezonális charter: San Carlos de Bariloche |
| LATAM Chile                   | Párizs-Charles de Gaulle repülőtér, Santiago de Chile |
| LATAM Paraguay                | Asunción |
| LATAM Perú                    | Lima |
| Lufthansa                     | Frankfurt |
| Qatar Airways                 | Doha |
| Sky Airline                   | Santiago de Chile |
| Sky Airline Peru              | Lima |
| South African Airways         | Fokváros (2023 október 31-től), Johannesburg–O. R. Tambo (resumes2023 november 6-tól) |
| Swiss International Air Lines | Buenos Aires–Ezeiza, Zürich |
| TAAG Angola Airlines          | Luanda |
| TAP Air Portugal              | Lisszabon, Porto |
| Turkish Airlines              | Buenos Aires–Ezeiza, Isztambul |
| United Airlines               | Chicago–O'Hare, Houston–Intercontinental, Newark, Washington–Dulles |
| Virgin Atlantic               | London–Heathrow (2024 május 13-tól) |
| Voepass Linhas Aéreas         | Ribeirão Preto (2023 október 28-tól)[forrás?] |

### Cargo
| Légitársaság           | Célállomások                                                                          |
| ---------------------- | ------------------------------------------------------------------------------------- |
| Air France Cargo       | Párizs-Charles de Gaulle repülőtér                                                    |
| Atlas Air              | Los Angeles, Miami                                                                    |
| Ethiopian Cargo        | Csungking, Xiamen                                                                     |
| Gol Transportes Aéreos | Fortaleza, São Luís, Teresina                                                         |
| LATAM Cargo Brasil     | Manaus, Santiago de Chile                                                             |
| LATAM Cargo Chile      | Sal, Santiago de Chile                                                                |
| Lufthansa Cargo        | Buenos Aires–Ezeiza, Frankfurt                                                        |
| Qatar Airways Cargo    | Buenos Aires–Ezeiza, Doha, Lagos, Luxembourg                                          |
| Sideral Air Cargo      | Brasília, Cuiabá, Fortaleza, Goiânia, Manaus, Recife, Rio de Janeiro–Galeão, Salvador |
| Total Linhas Aéreas    | Curitiba, Florianópolis, Porto Alegre, Rio de Janeiro–Galeão, Vitória                 |
| Turkish Cargo          | Dakar–Diass, Isztambul, Miami                                                         |